# Basta (reper)
Vasilij Mikhajlović Vakulenko (rus. Василий Михайлович Вакуленк; 20. travnja 1980., Rostov na Donu), poznat kao Basta ili Noggano je ruski reper.

## Zanimljivosti
Bastina pjesma Mama, je objavljena u videoigri Grand Theft Auto IV.

## Diskografija

### Albumi
- 2006. - "Баста 1" (Basta 1)
- 2007. - "Баста 2" (Basta 2)
- 2008. - "Ноггано. Первый" (Noggano. prvi)
- 2009. - "Ноггано. Второй (Теплый)" (Noggano. drugi)
- 2010. - "Баста 3" (Basta 3)
- 2010. - "Баста/Guf" (Basta/Guf)
- 2011. - "N1nt3nd0"
- 2011. - "ГлаЗ" (GlaZ/EyE)
- 2013. - "Баста 4" (Basta 4)
- 2014. - "ТВА"
- 2015. - "Баста/Смоки Мо" (Basta/Smoky Mo)

### Singlovi
- 1997 - "Город" (Grad)
- 1998 - "Моя игра" (Moja igra)
- 2012 - "Моя вселенная" п.у. Тати (Moj svemir)
- 2013 - "ЧК" (ČK)

## Vanjske poveznice
- Službena stranica producentske kuće "Gazgolder"